# Maersk Oil
Maersk Oil (dan. puni naziv: Mærsk Olie og Gas A/S) je danska naftna kompanija koja se bavi eksploatacijom nafte i zemnog plina te je u vlasništvu konglomerata A.P. Moller-Maersk Group.
Tvrtka je osnovana 1962. godine kada je grupacija A.P. Moller-Maersk Group dobila koncesiju za istraživanje i proizvodnju nafte i zemnog plina na danskom području Sjevernog mora. Maersk Oil je zbog toga iste godine osnovao konzorcij Dansk Undergrunds Consortium koji bi joj pomagao u eksploataciji nafte i plina u danskom sjevernomorskom naftnom sektoru. Kada je konzorcij 1986. godine izgubio interes za to područje, Maersk Oil od njega preuzima kontrolu nad tim podmorskim naftnim poljima. Također, Maersk Oil u konzorciju ima udio od 31,2%.
Danas Maersk Oil istražuje te crpi naftu i zemni plin na danskom, norveškom i britanskom naftnom sektoru Sjevernog mora, američkom dijelu Meksičkog zaljeva te u Alžiru, Angoli, Katru, Kazahstanu, Brazilu i Grenlandu. Na većini tih poslova tvrtka ne posluje samostalno nego surađuje zajednički kroz članstva u drugim konzorcijima. Tvrtka je u Norveškoj dobila istraživačke licence PL472 i PL474.
Dnevna proizvodnja nafte iznosi više od 600.000 barela a zemnog plina oko milijardu kubnih metara.

## Vanjske poveznice
- Službena web stranica naftne kompanije  Arhivirana inačica izvorne stranice od 15. siječnja 2013. (Wayback Machine)